# アート・オブ・ライフ
『アート・オブ・ライフ』（英語: Art of Life）は、2006年1月からCNNインターナショナルで放送されていた教養番組である。美術界に身を置いている人物へのインタビューやイベントで構成。番組ホステスはCNNのモニタ・ラジパル（英語: Monita Rajpal）が務めていた。